# Haemaphysalis menglaensis
Haemaphysalis menglaensis este o specie de căpușe din genul Haemaphysalis, familia Ixodidae, descrisă de Pang, Chen și Qiao Ping Xiang în anul 1982. Conform Catalogue of Life specia Haemaphysalis menglaensis nu are subspecii cunoscute.